# París era una fiesta
París era una fiesta (en inglés: A Moveable Feast; lit. Una fiesta movible) es una autobiografía del escritor Ernest Hemingway. Fue publicada póstumamente en diciembre de 1964 en los Estados Unidos por la editorial Scribners. 

## Reseña
El libro trata de sus memorias vividas en París, donde eran «muy pobres, pero muy felices», con su primera esposa, Hadley Richardson.
Narra las venturas y desventuras del joven Hemingway en un continente lejano, un país revolucionario y una ciudad que acompañará a todos aquellos que la hayan visitado, toda su vida. La generación perdida no es más que un grupo de gente con todas las secuelas de haber «sobrevivido» a la primera gran guerra, el gran hecho histórico de esa época. Los diversos personajes que se presentan (Gertrude Stein, Scott Fitzgerald, Ezra Pound, etc.) no hacen más que confirmarnos que influyeron en la escritura de este narrador, y ésta lo acompañó toda su vida, el recuerdo de París, Pamplona y la guerra. Es así como dijo alguna vez, «París es una fiesta que nos sigue». El libro ha servido de referencia para el guion de la película de Woody Allen Medianoche en París de 2011.